# 魔界王子 devils and realist
《魔界王子 devils and realist》是由高殿圓原作、雪廣歌子作畫的日本漫畫作品。於《Comic ZERO-SUM》（一迅社）連載，現已連載結束。2012年12月發表該作品決定動畫化的消息，並在2013年7月至9月播放。

## 登場人物
※以下是電視動畫聲優。

### 主要人物
威廉·特懷寧（William Twining，配音員：江口拓也）
所羅門王的後裔、魔界的選帝公（路西法親自授權的唯一的人類的選帝公），不過本人極力否認。現就讀於巴布魯克學園，亦為學校的監督生。擁有過人的頭腦，成績連年第一，認為世界上不存在科學無法解釋的東西，但所羅門的記憶覺醒後便推翻此信念。
出身貴族，特懷寧家族是擁有比英國王室更古老家系的名門。威廉幼年時父母因事故雙亡，財產交於叔父巴頓代理。由於叔父掌管不周、生意失敗宣佈破產，家裡的東西也被清空，所幸剩下宅邸，卻因破產而繳不起學費，試圖找尋家中隱藏金庫或密室時，與管家凱文到達一直由父親管理的密室時，撞破門而誤觸地上魔法陣，召喚出惡魔但他林。與凱文感情非常好。無法控制72柱使魔外的惡魔。
曾因戴上戒指「智慧的結晶」而被所羅門王附身過，卻不記得72柱使魔之一的但他林。被懷疑是所羅門的轉世。於漫畫版第46話識破管家凱文的真實身份——熾天使烏利艾爾，真正的凱文從因上大學而離開特懷寧家到第45話前都未曾跟威廉見面。得知真相的威廉一氣之下離開度假屋，途中遇上救了被開膛手傑克襲擊的瑪麗及畢安卡•克利福徳，後來被她們之間無可取替的羈絆所感動，對於自己對烏利艾爾的態度感到内疚。在48話中由於發現戒指被開膛手傑克弄掉而決定穿上女裝引來傑克，差點被殺時被變回天使姿態的烏利艾爾所救。最終原諒了烏利艾爾並抁許其以管家的身份留在自己身邊，彼此亦變得更真摯的摯友及主僕。
事實上從巴芙曼死亡事件中被烏利艾爾覺醒所羅門的靈魂後，便繼承了他的記憶，所以知道了所羅門和但他林之間的過去。只要喝下花草茶便能恢復所羅門的魔术知識。在結局中指定由卡米奥繼承魔界皇帝之位，也從學園畢業。
但他林·胡伯（Dantalion Huber，配音員：寺島拓篤）
率領魔界36個軍團、排位71的大公爵，半魔人。由四之王統帥半魔派的亞斯他錄提名，為魔界帝位繼承的候補者，最先與威廉接觸的惡魔。實力似乎在四方之王之上，是唯一與路西法締結契約的人類，生前背叛了親友與君主，把一個種族連同土地給滅了。在受所羅門王使役時，常因為所羅門王召喚他做小事而不滿，並與其吵架，最後又以甜點、茶品和好，和現在與威廉相處時的模式相似。很希望威廉能召喚自己保護他。曾想穿上女裝（作者自己吐槽畫出來不美觀）。現為巴布魯克學園學生。
其眷屬是巴風特，曾是亞斯他錄二世的眷屬兼大將軍；漫畫版第62話，為保護威廉，被曾經同為亞斯他錄二世眷屬的女惡魔恩普莎所殺。從此但他林内心不再依靠威廉，靠自己來搶奪王位。
74話特地在威廉的聖誕假期中去見他，並告訴威廉自己的過去。原為一個北方小世界的神明，但國家被路西法消滅。因背叛了同族導致神格被剝奪從此成為人類。在冬至那天毀滅了自己的故鄉，成為了路西法的眷屬。同樣也在冬至那天殺了一心求死的所羅門。在威廉的詢問下說出願望是只要待在威廉身邊過著平凡的日子，無心成为魔界皇帝。
新眷屬為吉爾伽美什，古代蘇美爾人之王，在墮落者中是壽命最為悠久的男人，現為掌管冥界最下層區域的大惡魔，也是路西法向天界舉旗謀反時的最大功臣，最為古老，最為長生，擁有最廣大的領地和榮耀。平時行為不正經，自稱被人誤解自己内心極為冷漠。對威廉及但他林有着重大興趣，同時貌似有野心。
西迪（Sytry，配音員：松岡禎丞）
魔界子爵，排位12的魔界貴公子，是大惡魔之間培育出來的純種惡魔，是大公爵巴貝雷特名義上的養子及侄子，排名和實力雖然不怎麼樣，但卻有著「王子」的地位。為西方之王推薦的魔界帝位繼承的候補者，後為了接近威廉而成为了巴布魯克學園學生。
本為天使，而且是女兒身。大公爵巴貝雷特聲稱親自將其墮落，在墮落時陰差陽錯下變成了男性。實際上沒有墮天，而是被母亲加百列所拋棄及奪去翅膀，在生父巴貝雷特的保護下，封印了天使的力量和記憶，以其養子的身份在魔界生活，因此力量不強。
喜好甜點，有餅乾就能賄賂。女裝適合率百分之百，在受高年級生「洗禮」時，被換上女裝，並伺候著。在玫瑰戰爭籌備軍資時，周邊商品也是非常熱賣。曾被威廉召喚換上女僕裝替他工作、籌備軍資。於漫畫第67話力量異常地增强，有變回天使的迹象（但仍然是男性）。於漫畫版第69話被梅塔特隆带走做為加百列二代，作为他統治天界的傀儡。在結局中，因米迦勒的死亡和梅塔特隆的離去而脱离控制，成为天界的统領者之一。
卡米奧（人界：南森·卡斯頓）（Camio（Nathan Caxton），配音員：柿原徹也）
監督生總代表，五年穩坐總代表位置的超級精英，真實身份是統領30個軍團序列53號的統領級惡魔－卡米奧。
與瑪莉亞相戀（現在也一直互相喜歡）。北方之王推薦的代理王候選者之一，傳聞是魔界皇帝路西法與特洛伊王女卡珊德拉所生的半魔人，擁有令惡魔無法反抗的路西法血脈，實力似乎也在四方之王之上。曾被威廉召喚換上女僕裝替他工作、籌備軍資。
活了千年以上，有着多種興趣（包括自制陶瓷、縫製女裝、吹制玻璃制品、新的興趣為自己建造披薩烤爐來烤披薩。）家中的家具及餐具瓷器都是由他親手自制的。其眷屬為約翰•迪伊。在結局中繼承魔界皇帝之位，並把瑪利亞納為眷屬及迎娶她為魔界皇后。
凱文·賽西爾（Kevin Cecil，配音員：福山潤）
懷特寧家管家，從小照顧威廉，賽西爾家代代都是特懷寧家族的管家。在威廉父母雙亡時陪在威廉身邊，即使威廉破產後也一直待在威廉身邊，沒有像其他傭人一樣離去，喜好賭博，代替克洛斯比牧師成為了暫時代理牧師，現為神職人員。
實為太陽的統治者、光之審判者、司掌北方·天體運行、身為地界守護者和神的御前天使、為米迦勒用一根羽毛所救的單翼熾天使，天界名為烏利艾爾（=烏列爾，Uriel）。曾為四大天使之一的「懺悔的天使」，遵循天界的法規向人界的罪人施予神罰。 曾多次以殘酷的手段迫使所羅門接受神諭的淨化，但最後仍未能成功。曾想點化威廉，卻因威廉在年幼時與父母前往雅士谷馬場觀看賽馬時，馬車於路途中出了事故，與父母三人當中，只剩威廉一人毫髮無傷的活了下來，似乎因這一心結而開始打從心底的排斥神的存在，導致無法被點化。於漫畫第46話被識破其並非真正的凱文·賽西爾。實為烏利艾爾由威廉雙親的葬禮開始為監視他而以凱文的身份留在他身邊。但慢慢對威廉產生出感情，開始重視他甚至為無法對威廉施以神諭的淨化而鬆一口氣。在第43話中從開膛手傑克手中救了威廉，最後被其所原諒並把其放在第一位。後來在威廉等人面前暴露出抖S屬性。本人認為比起米迦勒的憤怒，威廉的安危更重要。於漫畫第59話中為救威廉而進入魔界，即使會被墮天亦不在乎。
亞瑟·莫頓（Asaac Morton，配音員：高城元氣）
威廉的好友，巴布魯克學園學生。堅信上帝及天使惡魔精靈妖精都是真實存在著的超自然狂熱迷，對幽靈似乎很害怕，但是對惡魔妖精一類的東西卻完全不會害怕。家族以前是伯明翰的商家。
父輩在印度做香料和茶葉生意發了財，家族勢力每年增長。雖然學業成績低弱，但對於超自然的知識非常豐富，在威廉學習魔法時與之對戰也是連戰連勝。
米迦勒（Michael，配音員：神谷浩史）
魔界皇帝路西法的弟弟，認為自己比哥哥路西法強，眾天使之長的「神之代理人」，熾天使「似神者」。路西法向天界宣戰時與其決鬥，最終獲勝而將其墮天。根據但他林的敘述是米迦勒設計陷害路西法，以致其墮天。曾用一根羽毛救了烏利艾爾(凱文)，成為其現任上司，有著年輕麻煩的性格。知道很多秘密。
幾度降臨人間附身於巴布魯克學園的學生艾略特·伊登身上監視威廉。
信仰中心地為法國，因拿破崙死亡、法國內戰，信仰大量流失。目前處於需要沉眠的情況，非常虛弱。經過巴黎事件予以沉重的打擊後還是不沉眠。
所羅門（Salomon，配音員：齋賀光希）
古以色列偉大的王，以色列王國第三任國王所羅門。是大衛王朝的第二任國王、為大衛王朝創始人大衛王強奪其忠臣之妻子，致其於死所生下的不義之子，被父親稱為罪孽之子；擁有據說是神授予的“智慧戒指”以及魔力，與七十二柱魔神訂下契約的大魔法師，擁有人類最高的智慧，同時也是蒙神祝福、被賦予神力之人。
通過被稱為「智慧的結晶」的戒指附身於威廉，短暫出現過，卻無法憶起但他林。妻子是埃及公主，威廉的祖先。被懷疑是威廉的前世。實際上，他以戒指為媒介，躲避被天界列聖或成為惡魔，並附身在每代繼承戒指的子孫身上。只有威廉能完全繼承他的智慧和記憶。

### 特懷寧家
威廉·特懷寧
見「#威廉·特懷寧」。
凱文·賽西爾
見「#凱文·賽西爾」。
巴頓·特懷寧（Patton Twinging）
考古學者，威廉的叔父，曾為威廉最信任的親人，生意失敗破產後失踪，凱文曾在印度發現過他的踪跡，可是最終還是沒有找到他。
於68話時登場，自稱在中東勘查遺跡時因意外失去記憶所以才一直毫無音信，流浪至波蘭遇見克里斯坦家的人後才恢復記憶。
回來後已將特懷寧家領地皆買回。正在謝菲爾德經營機械工廠和縫製公司，預定在蘭開夏郡和克里斯坦建立公司。
在斯特拉多夫建設的工廠遭到群眾抗議汙染，連住在當地的小精靈也找威廉陳情。實際上是天啟四騎士之一「蕰疫」，企图在任务完成後，成為所羅門的容器及魔界皇帝。在結局中因得知路西法無意助他成为「所羅門」(四騎士是無法成为所羅門的容器)，明白自己是遭其利用的棄子後，與路西法同歸於盡而死亡。

### 史瓦洛家
麥考夫羅福特·史瓦洛（Mycroft Swallow，配音員：小野友樹）
威廉的同學好友，同是監督生，其父親於馬車墜谷意外的臨終前曾經與惡魔締結契約。在玫瑰戰爭時非常受歡迎，擁有許多FAG（傭兵）。
伊麗莎白·利茲（Elizabeth  Leeds）
戴爾家的女兒，麥考夫的未婚妻，似乎十分喜歡但他林。

### 巴布魯克學園
威廉·特懷寧
見「#威廉·特懷寧」。
但他林·胡伯
見「#但他林·修巴」。
西迪
見「#西迪」。
卡米奧（人界：南森·卡斯頓）
見「#卡米奧（人界：內森·卡斯頓）」。
亞瑟·莫頓
見「#亞瑟·莫頓」。
凱文·賽西爾
見「#凱文·賽西爾」。
麥考夫羅福特·史瓦洛
見「#麥考夫羅福特·史瓦洛」。
艾略特·伊登（Eliot Eden）
威廉的同學，家世背景為百年以上歷史的牧師家族，所以輕易地被米迦勒上身。
瑪莉亞·莫林斯（Maria Molins，聲：篠原惠美／赤崎千夏（少女））
年輕時曾是卡米奧的愛人（現在也一直互相喜歡）。因為患肺病害怕自己快離開人世不能再見卡米奧，開始研究魔法，想召喚惡魔訂下契約到魔界再見卡米奧。
擅長料理，經常被卡米奧拿來炫耀。她做的酥皮肉派是划船比賽的獎品。
76話時因不願被貞德神召，自殺而死，但因而化解了路西法的計謀。死後在魔界中與成为皇帝的卡米奥重逢，始後成为其眷属及妻子，以魔界皇后的身份伴其左右。
馬瑟斯 (メイザース)
魔術師，自稱「格蘭斯托利伯爵」。亦是巴布魯克學園的教師。事实上是天啟四騎士之一。
在非天使亦非惡魔的立場教導威廉魔法，目的在於加強人類這個物種，令人類擁有淩駕於天使和惡魔的力量。
亞瑟·克里斯坦 (アーサー・クリスチアン)
過去曾是威廉在FAG制度下的主人，當威廉是FAG的時候，要求威廉陪他搭訕、去買威士忌、在黎明之前為上衣去污等等。性格被威廉評為「惡劣到不行」。
畢業於劍橋大學後，擔任貴族院議員的秘書。家裡是在英國勢力非常龐大的名門望族，對學校有捐助。但他本身其实是養子，不具有貴族血統。因克里斯坦家族會收養歷任的「權力」騎士以助其完成天命和壯大家族勢力，所以成為了克里斯坦家的家主繼承人。
事實上是當代天啟四騎士之一的「權力」騎士，擁有不受各界力量影响和威脅的特殊力量，回到學園後輕易將卡米奧驅逐。小精靈也無法進入他的房間。

### 魔界
路西法
統治著魔界的「皇帝」，侍奉著皇帝的有七名惡魔之王下面是十四名惡魔公爵二十八名侯爵，還有伯爵以及男爵。他本身也是天啟四騎士之一。
墮天使，在向天的宣戰中被米迦勒打敗而墮入地獄。
因為需要延續壽命而經常睡眠，睡眠期間會由選帝公選出代理王，似乎生命已經走到了盡頭，無法醒來，現階段已甦醒，代理王選舉暫時告一段落。曾與但他林締結契約過。與所羅門王似乎有某種交情，甚至想讓他成為下任皇帝。
想以能力定勝負做出下一代皇帝的人選。刻意要製造與天界的戰爭。
薩麥爾（Samael，配音員：石田彰）
四方之王東方邊境的管理人，同時也是宮廷宰相，路西法的心復，尚未推薦任向惡魔參加代理王選舉。
71話時傳達皇帝的口諭:立下最多戰功的人將成為下一任代理王。一直以来替路西法執行助所羅門登上皇位的計劃，但因現任所羅門的轉生--威廉的拒绝及指任由卡米奧繼承皇帝的決定。已死亡。
埃力格／艾利葛（Eligos，配音员：小林優）
率領60個軍團序列15號的侯爵，是掌控戰場的惡魔，極其喜歡別西卜，幾乎常常膩在他身邊。
吉爾伽美什 ギルガメッシュ Gilgamesh
於64話成為但他林的新任眷屬，似乎與薩麥爾有關聯。
於66話在校園內化名基爾巴特=艾林罕，以插班生的角色與但他林一同出現。

#### 墮落者派
亞斯他錄（Astaroth，配音員：國立幸）
四方王之一。掌控40個軍團的地獄南方大公爵與別西卜齊名的大惡魔，原人類，第三代的亞斯他錄。
在魔界曾與北方之王別西卜為夫妻，現在似乎已經離婚了，別西卜曾多次懇請復婚被拒絕，拉彌亞是他們的女兒。最終為在沉睡期间保護拉彌亞、自己的權力及領地而與別西卜復婚。
生前為所羅門妻子的祖先，世界上最強大帝國的女王，死因是蛀牙，本人表示因為太忙了沒管它後來就化膿。生前的名字是埃及的哈特謝普斯特女王。
推薦但他林參加代理王選舉的人。
於63話時進入沉睡，將軍隊和領地交由拉彌亞代為管理。
拉彌亞（Lamia，配音員：三上枝織）
排名第77位的公主，自認是但他林的未婚妻，似乎是小時候的約定，極為崇拜但他林，甚至將但他林視為信仰。
是薩爾加塔納絲和別西卜的孩子。在母亲沉睡後接管其軍隊和领地。
阿孟（Amon，配音員：山本和臣）
瑪孟（Mamon，配音員：鈴木裕斗）
巴風特（Baphomet，配音員：安元洋貴）
威廉第一次到魔界時看見的惡魔之一。但他林唯一的眷屬也是莫逆好友。
非常善於料理尤其是甜點，在與綿羊執事萊昂納爾料理對決時由甜點獲取勝利。
於54話時準備進入沉睡，邀請威廉至魔界享用最後的晚餐。最後落入巴貝雷特的計謀之中，62話時為了拯救威廉而死。
約翰•迪伊 John Dee
卡米奧的眷屬，曾為人類。人類時鑽研占星、天文、數學，受到伊莉莎白女王的寵愛。晚年被關入牢中，不接受烏利艾爾的神召。
第一位透過水晶與烏利艾爾交流的人類，以諾語的發現者。在學生時代與卡米奥相識。
擅長打探消息、謀劃。將消息放出讓巴貝雷特陷害但他林及巴風特的計謀得逞。

#### 反墮落者派
巴貝雷特（Balberith，配音員：藤原啟治）
在惡魔詞典中，四方之王西方大公爵巴貝雷特是魔界裡實力最強的西方之王，擁有巴貝和雷特兩個稱號的四方王，第一等公爵地獄（塔耳塔洛斯）的管理者，西迪名義上的養父和叔父，自稱親手把西迪墮落。實際上為西迪的生父，因救助被加百列親手推其墮落的西迪而徹底墮天，失去其以昔日土地及力量換來的翅膀，為封印西迪身上未墮天的天使力量及記憶而削弱自身力量，並成为所羅門的眷屬以借助其力量來保護西迪。此外，他也有其他子女及妻妾。
反墮落者派，企圖消滅所有墮落者。稱西迪為人偶，但心底裏卻十分疼爱他，為此不惜以性命來保护他。西迪最終也明白他的苦心，定期到他生前的墓地拜祭。
基魯·德·雷（Gilles de Rais，配音員：鳥海浩輔）
死了四百年的新人，主人為大惡魔巴貝雷特公爵。
生前被稱作殺戮者「刺青」。侍奉聖女貞德的法國元帥。非常崇拜、效忠於聖女貞德。有一說是因為其目睹了自己最愛的貞德遭受祖國背叛被敵國俘虜最後處以火刑，而開始以研究鍊金術為由虐殺千五百餘名少年、沉迷於強姦男童、強行關押神職人員等等。企圖犯下所有神所禁止的所有罪行來挑戰神，希望神親自降臨人間制裁自己，藉此拯救貞德。
生前在即將被處死時被出現的巴貝雷特告知貞德已被天界列聖，為了再見貞德，與巴貝雷特簽訂契約成為了其的眷屬。後自己解釋，自己成為惡魔不是為了再見貞德，而是想折磨玷汙貞德，讓貞德死在自己手裡，藉此洗刷米迦勒在貞德身上神格化的痕跡，因為這是唯一可以讓貞德脫離天界掌控的方法。最終在貞德墮天後，與她再次相見，並一起生活在人間。
貝爾其巴普（Beelzebub，配音員：立花慎之介）
北方之王，又稱蒼蠅王，被戲稱糞便王。亞斯他錄的前夫，拉彌亞的父親。似乎還是很愛亞斯他錄，經常要求復婚，卻總是被拒絕。
指揮十六軍團的第一級惡魔四方王之一，七惡魔王之一。推薦了卡米奧為代理王候選。
亞斯他錄進入沉睡時與拉彌亞在艦隊上護航。由此得知似乎是已與亞斯他錄復合，藉此鞏固墮落者派和亞斯他錄的勢力。

### 國教會治安維持局
阿列斯特·克洛斯比（聲：興津和幸）
曾經是巴布魯克學園的牧師，隸屬國教會治安維持局的驅魔師，教會專門除魔組織。
曾在瀕死前被烏利艾爾所救，所以成為了烏利艾爾的手指。

### 天界
米迦勒 Michael
見「#米迦勒」。
梅塔特隆 Metatron
御前天使之一。力天使長
本是人類，名字是以諾。後來被米迦勒帶上天界。是第一個成為天使的人類。
曾在很長的時間內都是米迦勒的心腹，不過梅塔特隆本人自稱「是作為他心儀的玩具」。他對米迦勒充满矛盾的感情，既討厭被他視為草芥，又不願意讓他死亡。
在天界與米迦勒對立，並把他拉下御前天使的座位後，取而代之成为天界實質上的統治者。以神召方式恢复了西迪的天使身份，並把其充當傀儡。在结局中因不接受米迦勒的死亡而流浪人間，到處試圖尋找他的下落。
貞德（聲：藤田咲）
曾經的歐洲救世聖女，戰鬥失敗被俘虜後被處於火刑。死後成為聖米歇爾山列聖者，是為列聖者貞德。被米迦勒施以神召。
實力很強，似乎已經被考慮給予大天使的位置了。於巴黎事件再次舉起那救世的旗幟。
因受命前去對瑪莉亞施以神召而被卡米奧打斷雙翅失墜，成为了墮落天使。最終恢复了生前的記憶，並與吉爾重逢。兩人始後便在人界一起生活。
加百列 Gabriel
揮舞著巨劍迪朗達爾，被認為已經在戰爭中被消滅。
於78話得知是西迪的生母。因偷吃禁果而曾與已有妻室的巴貝雷特在一起，生下了西迪。在路西法背叛天界的戰爭中，與巴貝雷特決裂，並親手折斷西迪的翅膀和拋棄他，企图把他墜天或殺死，但被巴貝雷特阻止及救走。此事造成了西迪的心理創傷，因此巴貝雷特把他腦中有關加百列的記憶都封印起来。
聖提芬 Sandalphon
似乎是梅塔特隆的下屬。
薩基爾 Zadkiel
御前天使之一。主天使長。
愛瑟瑞爾 Azrael
御前天使之一。智天使長代理。
拉結爾 Raziel
御前天使之一。能天使長。
拉斐爾 Raphael
御前天使之一。座天使。

## 出版書籍
| 卷數 | 一迅社         | 一迅社                                                  | 長鴻出版社     | 長鴻出版社                                            |
| 卷數 | 發售日期       | ISBN                                                    | 發售日期       | EAN／ISBN                                             |
| ---- | -------------- | ------------------------------------------------------- | -------------- | ----------------------------------------------------- |
| 1    | 2010年5月25日  | ISBN 978-4-7580-5508-6                                  | 2012年6月4日   | ISBN 978-626-000-085-1 EAN 471-5409-85029-8           |
| 2    | 2010年11月25日 | ISBN 978-4-7580-5556-7                                  | 2013年6月28日  | ISBN 978-626-000-086-8 EAN 471-5409-85894-2           |
| 3    | 2011年5月25日  | ISBN 978-4-7580-5605-2                                  | 2013年7月9日   | ISBN 978-626-000-091-2 EAN 471-5409-85902-4           |
| 4    | 2011年12月24日 | ISBN 978-4-7580-5672-4                                  | 2014年2月11日  | ISBN 978-626-000-089-9 EAN 471-5409-86276-5           |
| 5    | 2012年6月25日  | ISBN 978-4-7580-5718-9                                  | 2014年2月22日  | ISBN 978-626-000-093-6 EAN 471-5409-86347-2           |
| 6    | 2012年12月25日 | ISBN 978-4-7580-5774-5                                  | 2014年3月1日   | ISBN 978-626-000-094-3 EAN 471-5409-86365-6           |
| 7    | 2013年6月25日  | ISBN 978-4-7580-5826-1 ISBN 978-4-7580-5827-8（限定版） | 2014年8月13日  | ISBN 978-957-516-446-1                                |
| 8    | 2013年12月25日 | ISBN 978-4-7580-5868-1 ISBN 978-4-7580-5869-8（限定版） | 2014年11月20日 | ISBN 978-957-516-512-3 EAN 471-5409-86761-6（特裝版） |
| 9    | 2014年6月25日  | ISBN 978-4-7580-5917-6 ISBN 978-4-7580-5918-3（限定版） | 2015年2月12日  | ISBN 978-957-516-668-7                                |
| 10   | 2014年12月25日 | ISBN 978-4-7580-5974-9 ISBN 978-4-7580-5975-6（限定版） | 2015年8月15日  | ISBN 978-957-516-851-3                                |
| 11   | 2015年7月25日  | ISBN 978-4-7580-3077-9 ISBN 978-4-7580-3078-6（限定版） | 2016年2月3日   | ISBN 978-957-516-961-9 EAN 471-5409-87624-3（特裝版） |
| 12   | 2016年1月25日  | ISBN 978-4-7580-3147-9 ISBN 978-4-7580-3148-6（限定版） | 2016年8月18日  | ISBN 978-986-474-123-6                                |
| 13   | 2016年10月25日 | ISBN 978-4-7580-3235-3 ISBN 978-4-7580-3236-0（限定版） | 2017年2月14日  | ISBN 978-986-474-271-4                                |
| 14   | 2017年7月25日  | ISBN 978-4-7580-3299-5 ISBN 978-4-7580-3300-8（限定版） | 2018年5月9日   | ISBN 978-986-474-712-2                                |
| 15   | 2018年7月25日  | ISBN 978-4-7580-3371-8 ISBN 978-4-7580-3372-5（限定版） | 2019年1月16日  | ISBN 978-986-474-961-4                                |

### 相關書籍
皆由一迅社出版。
- アニメ「魔界王子 devils and realist」イントロダクションガイド：2013年7月6日發售、ISBN 978-4-7580-1332-1
- 雪広うたこアートワークス 魔界王子 devils and realist イラスト集：2013年9月25日發售、ISBN 978-4-7580-5850-6
- 魔界王子 devils and realist 公式ファンブック 王子たちとのお茶会：2013年9月25日發售、ISBN 978-4-7580-5855-1

## 電視動畫
2013年7月開始於東京電視台播放。

### 制作人員
- 原作 - 高殿圓
- 作畫 - 雪廣歌子
- 監督 - 今千秋
- 系列構成 - 橫手美智子
- 角色設計 - 貞方希久子
- 總作畫監督 - 貞方希久子、曾我篤史
- 美術監督 - 岩瀨榮治
- 攝影監督 - 江間常高
- 編輯 - 西山茂
- 音響監督 - 高桑一
- 音樂 - 高木洋
- 動畫製作 - 動画工房
- 製作 - 代理王候補

### 主題歌
片頭曲「Believe My Dice」
作詞 - hotaru，作曲、編曲 - eba
歌 - 威廉（江口拓也）、但他林（寺島拓篤）、西迪（松岡禎丞）、卡米奧（柿原徹也）
片尾曲「A Shadow's Love Song」
作詞 - hotaru，作曲、編曲 - eba
歌 - 威廉（江口拓也）、但他林（寺島拓篤）、西迪（松岡禎丞）、卡米奧（柿原徹也）

### 各集標題
| 集數   | 日文標題                            | 中文標題              | 劇本       | 分鏡            | 演出       | 作畫監督 | 總作畫監督                   |
| ------ | ----------------------------------- | --------------------- | ---------- | --------------- | ---------- | --- | ---------------------------- |
| 第1柱  | devil and realist                   | 惡魔與現實主義者      | 橫手美智子 | 今千秋          | 柳瀨雄之   | 曾我篤史 手島典子                                                                                                 | 貞方希久子                   |
| 第2柱  | human and angel                     | 人類與天使            | 橫手美智子 | 小瀧禮          | 渡部周     | 市野まりあ、岡崎洋美 松下純子、重松信一                                                                           | 曾我篤史                     |
| 第3柱  | exorcist and ghost                  | 驅魔師與幽靈          | 橫手美智子 | 川瀨敏文        | 渡邊正彥   | 松下郁子、川島尚 大澤美奈                                                                                         | 貞方希久子                   |
| 第4柱  | an old love story                   | 一部古老的愛情故事    | 今千秋     | 藤原良二        | 津田義三   | 佐佐木一浩、臼田美夫                                                                                              | 曾我篤史                     |
| 第5柱  | mill and flour                      | 磨坊與麵粉            | 橫手美智子 | 三原武憲        | 矢野孝典   | 相坂直樹、藤原利惠                                                                                                | 貞方希久子 曾我篤史          |
| 第6柱  | the one who scheme                  | 計劃者                | 今千秋     | 小瀧禮          | 柳瀨雄之   | 市原圭子、伊藤大翼 手島勇人                                                                                       | 曾我篤史                     |
| 第7柱  | party and battle                    | 宴會與戰鬥            | 橫手美智子 | 深海曜          | 久保山英一 | 市野まりあ | 曾我篤史                     |
| 第8柱  | pain and ecstasy                    | 痛苦與狂喜            | 橫手美智子 | 奧村吉昭        | 石井和彥   | 向山祐治、池田廣明 大澤美奈                                                                                       | 貞方希久子 矢向宏志 曾我篤史 |
| 第9柱  | vice and virginity                  | 邪惡與純潔            | 橫手美智子 | 室谷靖 今千秋   | 畠山茂樹   | 相坂直樹、藤原利惠 沖田博文（動作）                                                                               | 曾我篤史 貞方希久子          |
| 第10柱 | Another Battle -as an intermission- | 另一場戰鬥 -中場休息- | 今千秋     | 小瀧禮          | 渡邊正彥   | 齋藤温子、高澤美佳                                                                                                | 曾我篤史 貞方希久子          |
| 第11柱 | king and ring                       | 王與戒指              | 橫手美智子 | 奧村吉昭 今千秋 | 渡部周     | 市野まりあ、小畑賢 永吉隆志、岡崎洋美 西山忍、沖田博文（動作） 矢向宏志（效果）                                   | 曾我篤史 貞方希久子          |
| 第12柱 | realist but romanticist             | 現實但也是浪漫主義者  | 橫手美智子 | 沖田宮奈        | 渡邊正彥   | 久保茉莉子、市原佳子 松下郁子、伊藤大翼 藤田正幸、手島勇人 池田廣明、小松真梨子 吉原達矢（效果） 矢向宏志（效果） | 貞方希久子                   |

### 播放電視台
日本深夜動畫：下文記載的日本国内播放時間使用日本標準時間（UTC+9）表示。因為部分時間标识會採用30小时制，因此請留意这类超过24:00的时间，其實際播放時間為翌日清晨。
| 播放地區   | 播放電視台   | 播放日期               | 播放時間（UTC+9）         | 所屬聯播網 | 備註             |
| ---------- | ------------ | ---------------------- | ------------------------- | ---------- | ---------------- |
| 關東廣域圈 | 東京電視台   | 2013年7月7日－9月22日  | 星期日 25時05分－25時35分 | 東京電視網 |                  |
| 日本全國   | AT-X         | 2013年7月8日－9月23日  | 星期一 20時30分－21時00分 | 衛星電視   | 有重播           |
| 日本全國   | NICONICO直播 | 2013年7月8日－9月23日  | 星期一 22時30分－23時00分 | 網絡電視   |                  |
| 日本全國   | NICONICO頻道 | 2013年7月8日－9月23日  | 星期一 23時00分 更新      | 網絡電視   | 最新話一週間免費 |
| 愛知縣     | 愛知電視台   | 2013年7月8日－9月23日  | 星期一 27時05分－27時35分 | 東京電視網 |                  |
| 日本全國   | 萬代頻道     | 2013年7月9日－9月24日  | 星期二 12時00分 更新      | 網絡電視   |                  |
| 大阪府     | 大阪電視台   | 2012年7月13日－9月28日 | 星期六 26時30分－27時00分 | 東京電視網 |                  |

### Blu-ray／DVD
| 卷 | 發售日         | 收錄話          | 規格編號   | 規格編號   |
| 卷 | 發售日         | 收錄話          | BD         | DVD        |
| -- | -------------- | --------------- | ---------- | ---------- |
| 1  | 2013年9月18日  | 第1話 - 第2話   | PCXG-50281 | PCBG-52261 |
| 2  | 2013年10月16日 | 第3話 - 第4話   | PCXG-50282 | PCBG-52262 |
| 3  | 2013年11月20日 | 第5話 - 第6話   | PCXG-50283 | PCBG-52263 |
| 4  | 2013年12月18日 | 第7話 - 第8話   | PCXG-50284 | PCBG-52264 |
| 5  | 2014年1月15日  | 第9話 - 第10話  | PCXG-50285 | PCBG-52265 |
| 6  | 2014年2月18日  | 第11話 - 第12話 | PCXG-50286 | PCBG-52266 |

## 外部連結
- 一迅社WEB | 「魔界王子 devils and realist」特設網站 （页面存档备份，存于）（日語）
- TV動畫『魔界王子』特別網站 （页面存档备份，存于）（日語）
- 東京電視台《魔界王子 devils and realist》 （页面存档备份，存于）（日語）
- 魔界王子 devils and realist 代理王の秘宝 （页面存档备份，存于）（日語）
- 動畫「魔界王子」公式帳戶的X（前Twitter）（日語）